# Шмигельська Леся Василівна
Леся Василівна Шмигельська (Варварук), нар. 3 листопада 1972, Камінь Рожнятівського району Івано-Франківської області) — українська поетеса, член Національної спілки письменників України, лавреатка літературних премій: імені Марійки Підгірянки (2015) (Івано-Франківської обласної організації Товариства «Просвіта» ім. Тараса Шевченка), Василя Стефаника (2018), Анатолія Криловця (2020), Ярослава Дорошенка (2020), лауреатка ІІІ Всеукраїнського конкурсу імені Леся Мартовича, дипломантка ряду літературних конкурсів, член Всеукраїнського товариства «Просвіта» імені Тараса Шевченка, заступник голови районної літстудії «Горгани», авторка восьми поетичних збірок.

## З життєпису
Закінчила Калуське училище культури і мистецтв, Прикарпатський національний університет імені Василя Стефаника. Працює бібліотекаркою.

## Творчість
У творчому доробку поетеси Лесі Шмигельської поетичні збірки: «Поцілунок літа» (2008), «Жінка з осені» (2010), «Тепло незвіданих доріг» (2012), «Всеобрій» (2014), «ПроСвіт» (2016), «Осанна осені» (2016), «Сьоме небо» (2018), «Поміж миттю і вічністю» (2020).
Вірші авторки друкувалися в літературних та періодичних виданнях в Україні та за рубежем, а також у колективних збірках «З горіха зерня», «Вічний Павло»  (спогади про Павла Казимировича Добрянського), «Рожнятівщина літературна», «Відлуння Майдану», «Воїнам Світла», «Мислити і жити українно» та ін.